# 教宗维理
教宗聖維理（拉丁語：Sanctus Silverius PP.；？—537年12月2日）自536年6月8日起擔任羅馬教宗，直至537年被東羅馬帝國將軍貝利撒留廢黜，幾個月後便去世。他從執事迅速躥升至教宗之位，恰逢東哥德王國國王狄奧達哈德（狄奧多里克大帝的侄子）試圖在哥德戰爭爆發前安插一位親哥特的教宗候選人。他被廢黜受審後被流放到荒涼的帕爾馬羅拉島，並於537年在那裡餓死。

## 生平
他是教宗何弥的合法兒子，出生於拉齐奥的弗罗西诺内，早於父親成為神父。維理可能於536年6月8日被祝聖。東哥德王國國王狄奧達哈德強迫他當選並祝聖時，他只是個副執事。歷史學家傑弗裡·理查茲認為，維理在成為教宗之前的低地位表明狄奧達哈德國王急於在哥德戰爭（東羅馬-東哥德戰爭）前夕將一位親哥特的候選人推上教宗之位，並且“將整個執事職位視為不值得信任的人”。《教宗名錄》聲稱，維理的晉升是他從狄奧達哈德國王手中買來的。
536年12月9日，東羅馬帝國將軍貝利撒留的帝國軍隊在擊敗東哥德軍隊後，羅馬市民乃至全意大利終於等到帝國的歸來。因此，教宗維理和市民組成的代表團被派往貝利薩留，請他進入羅馬，東哥德駐軍在民眾的敵對情緒下，落荒而逃。自西羅馬帝國滅亡60年後，羅馬再次回到羅馬人的手中。狄奧達哈德的繼任者維蒂吉斯國王召集軍隊，圍攻羅馬數月，使羅馬城陷入飢荒。用理查茲的話來說，「接下來發生的事情，如同教宗編年史中所能找到的最錯綜複雜的背叛和兩面派之網。關於維理在成為教宗後事態發展，存在著幾種不同版本，但他很快就被免職了。」概括起來，所有記載都一致：維理於537年3月被貝利撒留廢黜，並在貝利撒留的妻子安東尼娜的審判下被流放，安東尼娜指控他與東哥德人密謀。貝利撒留和安東尼娜不僅流放了維理，還放逐了多位傑出的元老院議員，其中包括前任皇帝查士丁一世的後裔弗拉維烏斯·馬克西姆斯。查士丁尼一世的妻子狄奧多拉皇后随後任命當時在君士坦丁堡擔任教宗使節的維奇擔任教宗。
最詳盡的記載出現在迦太基利貝拉圖斯的《佈告集》（Breviarium）中，他將教宗維奇繪成「一個貪婪姦詐的基督一性论者，他驅逐並幾乎謀殺了他的前任」。利貝拉圖斯聲稱，作為被任命為教宗的交換條件，他承諾狄奧多拉皇后將恢復君士坦丁堡前牧首安提穆斯的職位。維理被流放到呂基亞的帕塔拉，那裡的主教請求皇帝查士丁尼一世對維理進行公正的審判。查士丁尼對此感到不安，並下令維理返回羅馬接受公正的審判。 然而，當維理返回義大利時，貝利撒留並沒有對他進行審判，而是將他交給了教宗維奇。根據《教宗名錄》，維奇將維理放逐到荒涼的帕爾馬羅拉島（龐廷群島的一部分），幾個月後他在那裡餓死了。
《教宗名錄》有更详细的叙述：
奥古斯塔（狄奥多拉）勃然大怒，她派人指示贵族维利萨留（贝利萨留）……“找个机会控告教宗维理，将他从主教职位上革职，否则就赶紧把他送到我们这里来。”……一些伪证人受到这些指示的鼓舞，站出来声称：“我们发现教宗维理正在给哥德人的国王送信……”然后他（贝利萨留）吩咐教宗维理到平乔山的宫殿来见他……维理和维奇独自一人进入宫殿，贵族安东尼娜（貝利薩留之妻）正躺在沙发上，维利萨留（贝利萨留）坐在她脚边。贵族安东尼娜一见到他，便对他说：“教宗维理大人，请告诉我们，我们对您和罗马人做了什么，您竟然想把我们出卖给哥德人。”当她还在说话的时候，第一区的副执事约翰就从他的脖子上取下了披带……脱下他的法衣，给他穿上僧袍，然后带他藏了起来。
史學家普罗科匹厄斯對維奇行動中涉及宗教爭議的部分隻字未提。他寫道，教宗维理被指控將羅馬出賣給東哥德人。貝利薩留得知此事後，下令廢黜他，讓他穿上出家人的服裝，並流放到希臘。其他幾位元老院議員也在同一時間因類似指控被驅逐出羅馬。貝利薩留隨後任命了維奇為教宗。由於缺乏足夠的食物，维理在帕爾馬羅拉島餓死。
理查茲試圖將這些不同的記載協調成一個統一的記載。他指出，利伯拉圖斯在三章案的高峰期撰寫了他的《佈告集》，“當時維奇被他的對手視為反基督者，而利伯拉圖斯是這些對手中的佼佼者”，而《教宗名錄》則取材於同一時期的記載。理查茲認為，一旦這些宗教因素被剔除，就顯而易見「整個事件本質上都是政治性的」。他指出，查士丁尼一世消滅東哥德王國收復羅馬和義大利半島的計劃「應該盡快更換一位親東方的教皇。理想的候選人就在君士坦丁堡。據目前所知，維奇執事在其整個職業生涯中的主要動機是渴望成為教宗，他並不真正關心是哪個派系把他推上了這個位置。」

## 譯名列表
- 維理：香港天主教教區檔案　歷任教宗作維理。